# فرانک سی. پارتریج
فرانک سی. پارتریج (به انگلیسی: Frank C. Partridge) سناتور سابق عضو حزب جمهوری‌خواه ایالات متحده آمریکا بود. وی در سال ۱۹۳۰ تا ۱۹۳۱ میلادی سناتور ایالت ورمانت در سنای ایالات متحده آمریکا بود.